# دیپوکایان
دیِپوکایان (به مجاری:  Gyepükaján) یک شهرداری در مجارستان است که در وسپرم واقع شده‌است. دیپوکایان ۹٫۱۱ کیلومتر مربع مساحت و ۳۹۲ نفر جمعیت دارد.